# Jannik Steimle
Jannik Steimle   (Weilheim an der Teck, 4 d'abril de 1996) és un ciclista alemany, professional del 2016 actualment a l'equip Q36.5 Pro Cycling Team. Competeix també en ciclisme en pista. En el seu palmarès destaca la Volta a Eslovàquia de 2020.

## Palmarès
- 2016
  - 1r a la Croàcia-Eslovènia
- 2018
  - Vencedor d'una etapa a la Okolo jižních Čech
  - Vencedor d'una etapa a la Kreiz Breizh Elites
- 2019
  - 1r a la Volta a l'Alta Àustria i vencedor d'una etapa
  - 1r al Campionat de Flandes
  - Vencedor d'una etapa al CCC Tour-Grody Piastowskie
  - Vencedor d'una etapa a la Fletxa del sud
  - Vencedor de 2 etapes a la Volta a Àustria
- 2020
  - 1r a la Volta a Eslovàquia i vencedor d'una etapa
- 2021
  - Vencedor d'una etapa a la Volta a Eslovàquia
- 2024
  - 1r al Gran Premi de Denain

### Resultats a la Volta a Espanya
- 2020. 83è de la classificació general